# Châtillon (Hauts-de-Seine)
Châtillon település Franciaországban, Hauts-de-Seine megyében. Lakosainak száma 36 224 fő (2022. január 1.). Châtillon Fontenay-aux-Roses, Clamart, Malakoff, Montrouge és Bagneux községekkel határos.

## Népesség
A település népességének változása:
| Lakosok száma | 35 964 | 37 159 | 37 132 | 37 355 | 37 010 | 36 639 | 36 392 | 36 777 | 36 224 |
|               | 2013   | 2015   | 2016   | 2017   | 2018   | 2019   | 2020   | 2021   | 2022   |